# Ange d'Acri
Pour les articles homonymes, voir Acri et Falcone.
Lucantonio Falcone, en religion frère Ange, aussi connu sous le nom de Ange d'Arcri, né le 19 octobre 1669 à Acri, et mort dans cette même ville le 30 octobre 1739, est un prêtre catholique italien, de l'ordre des Frères mineurs capucins. Prédicateur de renom, il suscite la ferveur des foules, admiré pour sa piété et sa vie dépouillée, et aurait été l'objet de faits surnaturels. Il est vénéré comme saint par l'Église catholique.

## Biographie
Lucantonio Falcone naît à Acri, dans une famille pauvre de petits paysans. Il grandit dans un milieu religieux fervent, et reçoit dès son plus jeune âge la direction spirituelle d'un capucin. Sur les conseils de celui-ci, Lucantonio médite chaque jour la passion du Christ et participe régulièrement à la messe. Le voisinage s'étonne d'une telle piété chez un enfant. À l'âge de 18 ans, il entre chez les Frères mineurs capucins. Mais il est renvoyé à plusieurs reprises, trop distrait, trop inconstant. Il finit, après de longs efforts sur lui-même, à y être accepté. Il poussa tellement loin ses mortifications qu'il devint l'exemple des autres religieux. Il fait sa profession religieuse sous le nom de Frère Ange.
Le 10 avril 1700, il est ordonné prêtre. Il tombe en extase au cours de sa première messe, phénomène qui se répètera tout au long de sa vie. Malgré son progrès dans la vie spirituelle, il éprouve une grande difficulté à prêcher. Il était timide et oubliait son texte. Toutefois, après une vision, il se consacra entièrement à l'étude de la Bible et ses sermons devinrent forts et profonds. Élu supérieur provincial des capucins, il était surnommé l'ange de la paix pour sa manière de gouverner, se servant plutôt de la douceur et de l'exemple que de l'autorité. Il voit pourtant que Dieu l'appel à une vie missionnaire, et quitte sa charge pour se consacrer à la prédication itinérante. Dès lors, pendant 38 ans, il prêcha à travers la Calabre, suscitant l'admiration et la ferveur de ses auditoires. 

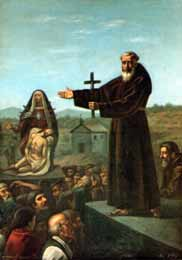
Prédication d'Ange d'Acri, fresque de la basilique d'Acri (1889).

Son sujet favori de prédication était la passion du Christ, et au terme de celle-ci, il y avait de nombreuses personnes qui revenaient à la pratique religieuse ou qui allaient se confesser au Père Ange. En plus de son éloquence, ses prédications auraient été accompagnées de phénomènes surnaturels. On rapporte des cas de lévitation, mais encore l'apparition d'une grande clarté sur son visage et des extases. Celles-ci auraient été très fréquentes dans la vie d'Ange d'Acri, au point que ses supérieurs lui demandent parfois, au nom de l'obéissance, qu'elles cessent. Il répétait souvent : "Oh qu'il est beau d'aimer Dieu !" 
En 1714, il aurait eu une vision de la flagellation du Christ au cours de sa passion, qui lui laisse une très forte douleur dans tout le corps qu'il aurait supporté jusqu'à sa mort, pour être plus intimement conformé au Christ. Devenu aveugle et épuisé par ses prédications itinérantes, il meurt le 30 octobre 1739, âgé de 70 ans.

## Culte et vénération

### Béatification
La cause pour la béatification et la canonisation d'Ange d'Acri débute le 22 mai 1778 à Acri. L'enquête diocésaine récoltant les témoignages sur sa vie est ensuite envoyée à Rome pour y être étudiée par la Saint-Office. Après le rapport positif des différentes commissions sur la sainteté d'Ange d'Acri, le pape Léon XII procède, le 17 juin 1821, à la reconnaissance de ses vertus héroïques, lui attribuant ainsi le titre de vénérable.
Trois miracles qui auraient été obtenus par l'intercession d'Ange d'Acri furent reconnus comme authentiques par le pape Léon XII le 9 décembre 1825, ce qui permit sa béatification :
- guérison instantanée de Marianna Bernaudo, qui agonisait après une longue maladie.
- retour à la vie de Francesco Sirimarco, déclaré mort par les médecins
- guérison instantanée du petit Pietro Sacco.

Le 18 décembre 1825, Ange d'Acri est solennellement proclamé bienheureux par le pape Léon XII, au cours d'une messe célébrée dans la Basilique Saint-Pierre à Rome.

### Canonisation

La basilique d'Acri.

En 2013 débute l'enquête médicale sur une guérison dite miraculeuse, attribuée à l'intercession du bienheureux Ange d'Acri. Il s'agit du cas d'un  jeune homme plongé dans un état de mort clinique après un accident de voiture, qui se réveilla sans explication et sans présenter aucune séquelles physiques ou mentales. 
À la suite des rapports médicaux concluant à l'absence d'explication scientifique, le pape François reconnaît, le 23 mars 2017, comme authentique cette guérison attribuée au bienheureux Ange d'Acri, et signe le décret de sa canonisation. Il est solennellement proclamé saint par le pape François, au cours d'une messe célébrée le 15 octobre 2017, sur la place Saint-Pierre à Rome.

### Vénération
Il est le saint-patron d'Acri, une basilique, édifiée en 1898, contient ses reliques dans la ville.
Il est fêté le 30 octobre.

## Sources
- Vie des saints pour tous les jours de l'année - Abbé L. Jaud - Tours - Éditions Mame - 1950.